# GV (компания)
GV, ранее Google Ventures — венчурный фонд, инвестиционное подразделение Alphabet Inc. — компания, предоставляющая стартовое финансирование технологическим компаниям. Фирма работает независимо от Google и осуществляет управление инвестиционными решениями. GV инвестирует в стартапы в различных областях, начиная от Интернета, программного обеспечения и до оборудования для здравоохранения, искусственного интеллекта, транспорта, информационной безопасности и сельского хозяйства.
Группа была создана 31 марта 2009, с уставным капиталом в 100 млн долларов. В 2012 году эта цифра выросла до $300 млн в год, и $2 млрд под управлением фонда. В 2014 году группа объявила о планах инвестировать в перспективные европейские стартапы $ 125 млн.
GV имеет представительства в Маунтин-Вью, Сан-Франциско, Нью-Йорке, Кембридже и Лондоне.

## История
GV была основана как Google Ventures в 2009 году. В декабре 2015 года компания была переименована в GV и представила новый логотип.
В 2017 году компания инвестировала 50 млн. долларов в Soylent (продукт, который при растворении в воде, может заменить обычный приём пищи). Этих денег стало достаточно, чтобы фирма начала реализовывать свой товар в сетевых магазинах.

## Модель услуг
GV былa одной из первых венчурных компаний, использовавших модель венчурных услуг. Она обеспечивает портфелю компаний доступ к оперативной помощи после принятия финансовых инвестиций. Эксперты GV постоянно работают над дизайном, продукт-менеджментом, маркетингом, инженерией и рекрутингом компаний, в которые инвестируют.
GV осуществляет интенсивный пятидневный процесс проектирования, который называется Design Sprint, который помогает стартапам быстро решать проблемы.